# Ньюберри (округ)
Округ Ньюберри (англ. Newberry County) располагается в штате Южная Каролина, США. 
По состоянию на 2010 год, численность населения составляла 37 508 человек.

## История
Официально Округ Ньюберри был образован в 1785 году. Административным центром был выбран одноимённый город.

## География
По данным Бюро переписи США, общая площадь округа равняется 1675,732 км2, из которых 1634,292 км2 суша и 44,030 км2 или 2,550 % это водоёмы.

## Население
По данным переписи населения 2000 года в округе проживает 36 108 жителей в составе 14 026 домашних хозяйств и 9 804 семей. Плотность населения составляет 22,00 человека на км2. На территории округа насчитывается 16 805 жилых строений, при плотности застройки около 10,00-ти строений на км2. Расовый состав населения: белые — 64,02 %, афроамериканцы — 33,12 %, коренные американцы (индейцы) — 0,28 %, азиаты — 0,29 %, гавайцы — 0,09 %, представители других рас — 1,30 %, представители двух или более рас — 0,90 %. Испаноязычные составляли 4,25 % населения независимо от расы.
В составе 30,40 % из общего числа домашних хозяйств проживают дети в возрасте до 18 лет, 49,20 % домашних хозяйств представляют собой супружеские пары проживающие вместе, 16,10 % домашних хозяйств представляют собой одиноких женщин без супруга, 30,10 % домашних хозяйств не имеют отношения к семьям, 26,50 % домашних хозяйств состоят из одного человека, 12,00 % домашних хозяйств состоят из престарелых (65 лет и старше), проживающих в одиночестве. Средний размер домашнего хозяйства составляет 2,50 человека, и средний размер семьи 2,99 человека.
Возрастной состав округа: 24,10 % моложе 18 лет, 9,80 % от 18 до 24, 27,60 % от 25 до 44, 23,70 % от 45 до 64 и 23,70 % от 65 и старше. Средний возраст жителя округа 37 лет. На каждые 100 женщин приходится 93,20 мужчин. На каждые 100 женщин старше 18 лет приходится 89,80 мужчин.
Средний доход на домохозяйство в округе составлял 32 867 USD, на семью — 40 580 USD. Среднестатистический заработок мужчины был 29 871 USD против 21 274 USD для женщины. Доход на душу населения составлял 16 045 USD. Около 13,60 % семей и 17,00 % общего населения находились ниже черты бедности, в том числе — 23,80 % молодежи (тех, кому ещё не исполнилось 18 лет) и 16,00 % тех, кому было уже больше 65 лет.